# Culture des céréales dans les années 1820
Cet article présente l'histoire de la culture des céréales dans les années 1820.

## Années 1820
Le prix constaté du blé évolue en hausse au cours de la décennie en France, selon l'économiste Jean Fourastié, assez forte si l'on prend en compte l'évolution parallèle du salaire horaire :
| Années                                     | 1820 | 1821 | 1822 | 1823 | 1824 | 1825 | 1826 | 1827 | 1828 | 1829 |
| Prix observé du quintal de blé (en francs) | 25,5 | 23,7 | 20,7 | 23,4 | 21,6 | 21   | 21,1 | 23,3 | 29,4 | 30   |
| Prix réel (ajusté du salaire horaire)      | 150  | 140  | 122  | 137  | 131  | 127  | 132  | 155  | 190  | 187  |

La dépression du marché autour de 1825 n'est que temporaire, deux ans après la crise boursière de 1825, l'économie britannique est repartie et elle importe dès 1827 autant de blé de la Russie méridionale que lors de la famine de 1817. Les prix russes ont depuis beaucoup baissé car les moissons de la mer Noire se sont étendues et ils resteront bas, avec la relance de la production canadienne après 1825.
De plus, l'Angleterre réforme profondément la taxation de ses importations en 1825, afin d'épargner aux colonies céréalières canadiennes les conséquences de la crise boursière de 1825 et conserver ainsi une seconde source d'approvisionnement. La pression commerciale est forte car l'année 1825 a vu non seulement l'ouverture aux États-Unis du canal Érié reliant le lac Érié à New-York mais aussi le lancement l'année précédente des travaux du futur canal Welland, pour relier lac Érié et lac Ontario, ce qui risque d'entrainer les cultivateurs de son pourtour sur la voie des exportations vers les États-Unis. Par ailleurs, le premier, et modeste, canal de Lachine, creusé entre les étés 1821 et 1824, permet de contourner les rapides de Lachine, point délicat de la voie maritime du Saint-Laurent : c'est le moment de relancer la filière du blé ontarien.

### En France, le «Plan Becquey» vise à désenclaver les cultivateurs de céréales

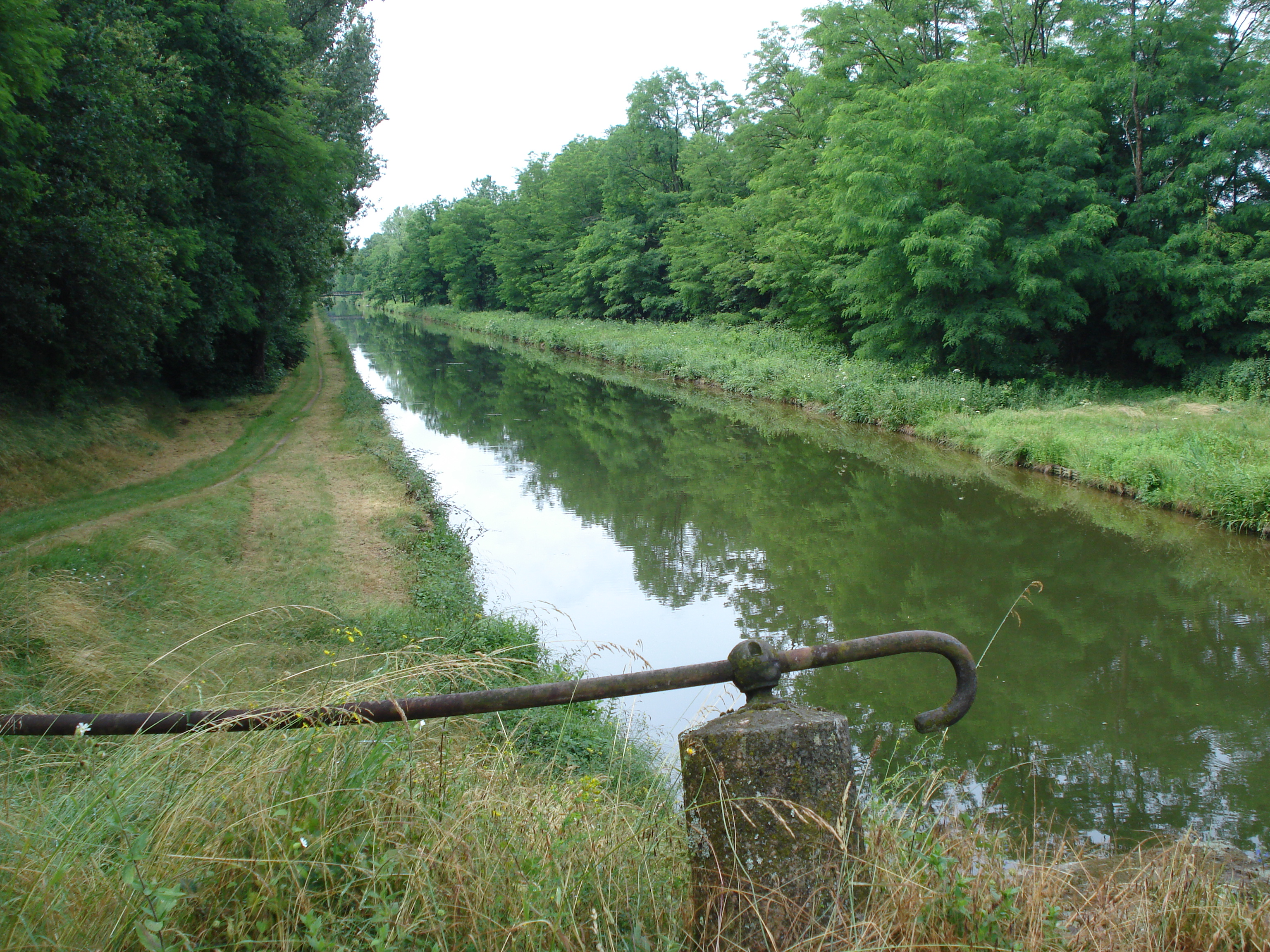
Le canal de Roanne à Digoin à Artaix

À la première Restauration, Louis Becquey directeur général de l'agriculture, du commerce, des arts et des manufactures défend des lois sur l'exportation des laines et des grains, et achète du blé (Hollande, Italie, États-Unis, Crimée) face à la crise frumentaire de 1816-1817 puis fait voter les lois du 5 août 1821 et 14 août 1822 pour le transport des céréales par canaux et réseau fluvial, à une époque où le chemin de fer n'existe pas encore. Le canal de Roanne à Digoin est un des très nombreux canaux inscrits dans ce plan. Il supplée l'insuffisance de la Loire à certaines saisons et contribue à l'alimentation en eau du canal latéral à la Loire. Mais les travaux ne débutent qu'en 1832, et le canal n'est est ouvert qu'en 1838, en même temps que le canal latéral à la Loire. Le canal est financé par la Compagnie Franco-Suisse composée de financiers roannais et genevois et la société fut parmi les premières cotées à la Bourse de Paris.

### Le recul de l'influence turco-égyptienne

#### En mer Noire, les conséquences de la guerre d'indépendance grecque
La guerre d'indépendance grecque (1821-1829), ou « révolution grecque », conflit grâce auquel les Grecs, finalement soutenus par les grandes puissances, France, Royaume-Uni, Russie, réussirent à obtenir leur indépendance de l'Empire ottoman, allié à l'Égypte, a tout d'abord freiné le commerce céréalier en rendant la navigation de commerce difficiles dans l'est de la Méditerranée.
L'entrée en guerre de la Russie en 1827 lui permet cependant d'exporter plus que jamais, égalant dès 1827, avec 1,6 million de tchetvert, le record de 1817, l'année où la famine générale en Europe avait développé ce commerce. Le prix moyen sur la fin des années 1820 est cependant inférieur de moitié : 12 roubles et 5 kopeks sur 1825-1829 contre 26 roubles et 58 kopeks sur 1814-1818 pour le blé tendre à Odessa :
| 1814 à 1818             | 1819 à 1824             | 1825 à 1829            | 1830 à 1832             |
| 26 roubles et 58 kopeks | 20 roubles et 32 kopeks | 12 roubles et 5 kopeks | 17 roubles et 35 kopeks |

En 1827, l'expédition navale de démonstration suggérée lors du traité de Londres voit une flotte conjointe russe, française et britannique détruire la flotte turco-égyptienne lors de la bataille de Navarin déclenchant la guerre russo-turque de 1828-1829, réglée par le traité d'Andrinople. L'influence régionale de la Russie en sort renforcée, mais elle voit émerger de potentielles rivales sur le plan agricole, les principautés danubiennes désormais indépendantes.
La progression du blé tendre de la mer Noire est clairement dans le viseur du seuil choisi au cours de l'année 1827 pour réformer les corn laws : elle n'affranchit le blé de tout impôt que lorsque le prix du tchetvert de froment dépasse 60 roubles environ, une « muraille infranchissable » qui incite le négoce à la contourner durablement, par des entrepôts dans les ports de Gènes, Livourne et Marseille, et même Trieste, en principe plus tournée vers la Hongrie.
Après un plus haut de 45 roubles en 1817, le prix du blé tendre à Odessa connait un minimum de 7 roubles en 1829, soit une division par six. Le polytechnicien français Louis Joseph Gay-Lussac, qui a travaillé sur la sélection des alcools, affirme alors que les blés exportés par Odessa sont supérieurs à tous ceux du reste de l'Europe, mais on leur reproche d'être battus sur des aires non pavées, et ainsi « entremêlés de mottes de terre ». À l'exception des années de guerre, la Russie méridionale n'exportera jamais moins de 0,6 million de tchetverts de blé par an sur la décennie 1823-1833. De 1815 à 1830, ses exportations totalisent 13,23 millions de tchetverts, dont 40 % sur trois années : plus de 2 millions de tchetverts en 1830, et 1,6 million de tchetverts en 1827 comme en 1832.

#### Les liens entre Beyrouth et Alexandrie pour l'écoulement du riz égyptien
De Damiette partaient la plupart des cargaisons de céréales, en particulier de riz, destinées aux ports de la côte syrienne : Tripoli, Sayda, Tyr et Saint-Jean-d'Acre. Ce commerce prospérait malgré les tentatives de l’administration ottomane de prohiber ces flux au profit de l’approvisionnement en grains de Constantinople. Les négociants français utilisaient Beyrouth comme étape dans les exportations illégales de riz vers Marseille.
Les documents consulaires français relatifs aux villes côtières libanaises font apparaître des changements importants à partir du début du XIXe siècle. Le développement de Beyrouth, à partir des années 1820, détourna à son profit les flux en direction des autres ports tels que Sayda, Tripoli, Tyr, Saint-Jean-d'Acre et Haïfa. Pour Beyrouth, Alexandrie devint alors un partenaire aussi important que Damiette, tant pour les importations que pour les exportations de riz.

### Fiscalité et immigration: l'Angleterre relance le blé du Canada

#### Les fronts pionniers de l'Ontario relancés au milieu de la décennie
La dépendance de l'Ontario à l'égard de la culture du blé devient spectaculaire tout à la fin des années 1810, quand la stricte application de la loi anglaise de 1815 exclut le blé canadien du marché britannique pour cause de chute des prix. La valeur des terres défrichées baisse mais le wheat mining, ou « blé du défrichage » dans les forêts se poursuit, à un rythme seulement plus lent. Car de 1821 à 1840, le bois canadien paie un droit fiscal de seulement 5 pence sur le marché anglais contre 55 pence pour son principal concurrent, le bois de la Baltique, ce qui assure peu à peu un triomphe sur le marché anglais du "Withe pine" canadien jusqu'aux années 1840, d'autant que le fret anglais est compétitif, les navires ayant amené le bois repartant vers le Canada avec des immigrants. La Corn Law est profondément assouplie, via loi de 1822, abaissant de dix shillings le prix en dessous duquel le blé canadien ne peut plus être vendue en Angleterre, mais cela ne suffit pas à le relancer avant 1825 car les prix continuent à baisser.
L'Empire colonial anglais prend le relais pour la poursuite de l'émigration et du défrichage des forêts de l'Ontario. Dans les années 1820, l'homme d'affaires Peter Robinson, député du Haut-Canada, organise avec le Parlement britannique, l'arrivée en Ontario d'Irlandais catholiques, particulièrement des environs de Tipperary et Cork. Leur arrivée, fait de Scott's Plains, rebaptisé en son honneur, Peterborough un centre régional ontarien, où l'industrie navale du canot émergera dans les années 1850. En 1823, un 1er groupe de 568 migrants arrive des villages de Ballyhooly, Castletownroche, Liscarrol], et Churchtown, du comté de Cork, pour s'installer, mais se heurtent aux colons protestants locaux en 1824. Une partie s'en va chercher du travail aux États-Unis et reviendra plus tard. En juin 1825, un second groupe de 2 024 passagers, plus familial, embarque de Cork sur neuf navires. Ils recevront 403 lots agricoles dans le district de Newcastle, à Emily, Ennismore, Douro, et Otonabee.
À leur arrivée, les exportations de blé sont proches de zéro, mais la fixation de droits fiscaux préférentiels pour le blé canadien en 1825, qui autorise à importer du Canada jusqu'à 500000 quart, permet aux prix et aux volumes d'exportation de se redresser immédiatement, avec environ 300000 quart en 1825 contre 400 l'année précédente. La coopérative Farmers' Storehouse est créé près de Toronto en 1825 par d'anciens quakers. D'autres quakers érigent entre 1825 et 1832 plusieurs bâtiments de la communauté The Children of Peace.
Le blé est planté presque partout, mais il ne réussira durablement que dans les zones fertiles à l'ouest du Lac Ontario et au nord-ouest de Toronto, dans les régions de Peel et Halton. L'Avoine, semée en mai pour être récoltée en septembre, est aussi prisée car elle permet d'éviter l'hiver et de nourrir les chevaux servant à l'abattage et au transport des arbres en complément des rivières.

#### La «guerre des terres» des céréaliers de l'Île-du-Prince-Édouard

Carte de l'île.

Alors que la Nouvelle-Écosse et le Nouveau-Brunswick restent importateurs nets de denrées des États-Unis jusqu'en 1850, l'Île-du-Prince-Édouard augmente ses récoltes dans les années 1820, au point d'exporter à partir de 1831 du blé en Angleterre, grâce à l'action de William Cooper, qui lance cependant une révolte contre les propriétaires terriens anglais absents. En 1827, le lieutenant-gouverneur de l'île, John Ready, recommande de créer des Sociétés agricoles. Vétéran de la bataille de Trafalgar dans la marine britannique, Cooper avait construit l'année précédente un moulin à blé et un navire de 72 tonneaux, puis passée des baux avec quelque 60 locataires, pour le compte de son propriétaire. En 1829, Cooper fut congédié par le sien, lord Townshend pour des motifs peu clairs et se lance dans l'agitation agraire auprès des cultivateurs Acadiens, présents dans l'île depuis 1720, à Port-LaJoye, qui cultivent le blé depuis 1726 et sont 890 dès 1740, en raison de la difficulté d'obtenir de nouvelles terres en Nouvelle-Écosse, puis 4600 en août 1758, parmi lesquels 3100 furent capturés et déportés en France lors du Grand Dérangement, et leurs terres confisquées, les autres réussissant à se cacher ou à s'enfuir. Les survivants sont rejoints vers 1784 par des colons loyalistes anglais, après la défaite anglaise de la guerre d'indépendance des États-Unis, alors que depuis 1767, presque toutes les terres de l’Île-du-Prince-Édouard sont possédées par des lords anglais absents, la population ne revenant à 4 000 habitants qu'en 1798, parmi lesquels des Acadiens de retour.
Lors d'une élection partielle en 1831, William Cooper entre à l'Assemblée de la colonie après une campagne électorale sur le thème de «La liberté de notre pays et les droits de nos fermiers». Le scrutin fut interrompu par une émeute, et il dut se cacher, en tant que leader du combat contre l'escheat (confiscation des terres), sur fond de colère des céréaliers contre les Corn Laws. Cooper organise de nombreuses réunions publiques au cours desquelles il conseille aux fermiers de retenir le paiement de leur loyer. Lors de celle d'Hay River le 20 décembre 1836, plusieurs centaines de fermiers souscrivent unanimement à une requête comprenant 34 clauses demandant au roi l’institution d’une « Cour d’escheat ». Cooper sera arrêté en 1838.